# Derrick Brew
Derrick Keith Brew (Houston, 28 dicembre 1977) è un ex velocista statunitense, specializzato nei 400 metri piani e campione olimpico e mondiale della staffetta 4×400 metri.

## Biografia
Campione olimpico ad Atene 2004 con la squadra statunitense nella staffetta 4×400 metri, nel corso della stessa manifestazione conquistò il bronzo nei 400 metri piani.
Brew è stato anche il vincitore della medaglia d'oro nella 4×400 metri ai Mondiali di Helsinki 2005. Conquistò, sempre con la 4×400 metri, l'oro anche ai Mondiali del 2001 ma successivamente la staffetta statunitense fu privata della medaglia a causa della positività di Antonio Pettigrew.

## Palmarès
| Anno | Manifestazione  | Sede             | Evento      | Risultato | Prestazione | Note                                    |
| ---- | --------------- | ---------------- | ----------- | --------- | ----------- | --------------------------------------- |
| 1999 | Universiadi     | Palma di Maiorca | 4×400 m     | Oro       | 3'00"88     |                                         |
| 2004 | Giochi olimpici | Atene            | 400 m piani | Bronzo    | 44"42       |                                         |
| 2004 | Giochi olimpici | Atene            | 4×400 m     | Oro       | 2'55"91     |                                         |
| 2005 | Mondiali        | Helsinki         | 4×400 m     | Oro       | 2'56"91     | Miglior prestazione mondiale stagionale |

## Altre competizioni internazionali
2004
- Argento alla World Athletics Final ( Monaco), 400 m piani - 44"97